# Bulbophyllum leptophyllum
Bulbophyllum leptophyllum là một loài phong lan thuộc chi Bulbophyllum.